# Colac (jezioro)
Colac – jezioro w Australii, położone w stanie Wiktoria.
W styczniu 2009 roku jezioro wyschło w całości pierwszy raz od 173 lat.